# 측화산

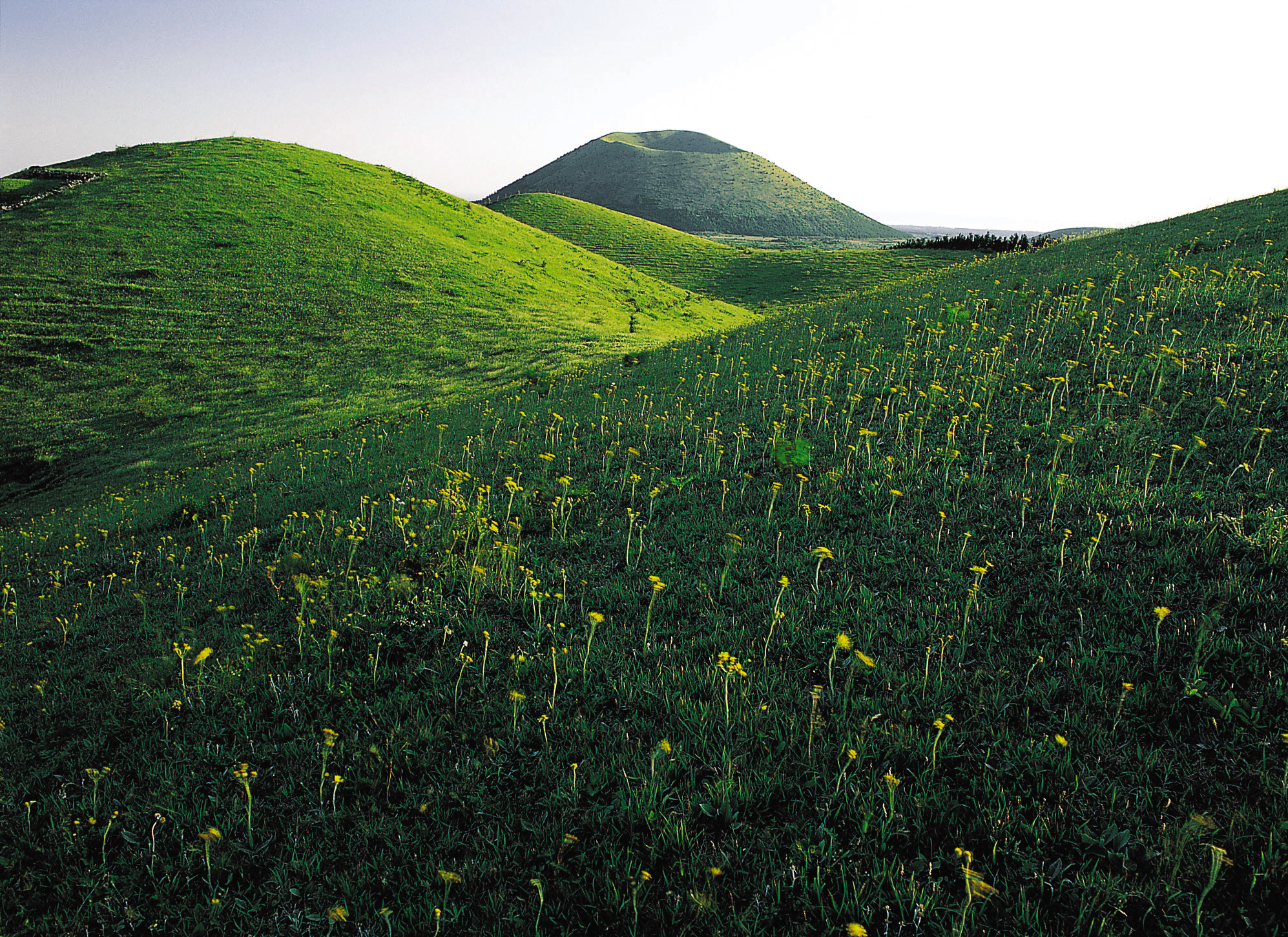

측화산(側火山) 또는 기생화산(寄生火山)은 큰 화산의 주 분화구 등성이에 생기는 작은 화산을 뜻하며, 주 분화구가 분출을 끝낸 뒤 화산 기저에 있는 마그마가 약한 지반을 뚫고 나와 주변에서 분출되어 생성된 것이다.
대한민국의 제주도에 특징적으로 분포하는 것인데, 제주어에서는 이러한 산같은 언덕을 가리켜 오름이라고 부른다. 제주도에서처럼 복수의 측화산이 한 산에 기생하는 식으로 분포하고 있는 것은 세계적으로 이례적이다. 제주도에는 약 384개의 오름이 존재하는 것으로 알려져 있다.

## 형성 과정
(한라산 및 제주도의 전반적인 형성과정은 제주도 항목을 참조하세요.)

측화산의 형성은 오른쪽 그림 중 후반인 다섯 단계와 여섯 단계에 해당한다.
- 오른쪽 그림의 네 단계까지 활동하던 주화구가 식어 마그마의 분출이 막힌다.
- 분출이 막힌 마그마는 아직까지 남아있는 열에너지에 의해 팽창되며 압력이 높아진다.
- 높은 압력에 의해 오른쪽 그림의 다섯 단계에서처럼 주 분화구 주변의 약한 지반을 뚫고 마그마가 분출한다.
- 오른쪽 그림의 여섯 단계에 이르면 마그마의 대부분이 식어 버리게 되어 화산 활동이 끝난다.
- 보통 화산활동이 끝나고 남은 봉우리의 형성원인에 따라 칼데라와 화구로 나뉘는데 화산의 내부 밀도가 충분히 낮지 않아 붕괴하지 않으면 화구가 생성되고 화산의 내부 밀도가 낮아져 붕괴가 일어나 화산의 주 분화구가 함몰되면 칼데라 지형을 형성한다. 한라산의 경우는 화구인 백록담이 형성되었다. 한반도에서 대표적인 칼데라 지형으로는 백두산 천지가 있다.

## 제주도에서
- 마그마의 성분에 따라 폭발이 커지게 되면 산굼부리와 같이 낮지만 커다란 분화구를 갖는 오름이 형성된다.
- 해안에서 솟아오른 오름은 일출봉과 같이 한 면만 제주도와 연결된 모습을 띠기도 하고 우도나 차귀도, 비양도와 같이 제주도 주변의 섬이 되기도 하였다.
- 송악산은 시차를 두고 연속으로 분화하여 이중의 분화구를 갖는 특이한 모양새를 지니게 되었다.
- 산방산은 바다에서 오름이 형성된 후 융기과정을 거쳐 산 중턱에는 파식 동굴인 산방굴과 해안가에 퇴적 지형인 용머리 해안이 형성 되는 독특한 모습을 띠게 되었다.

## 유명한 오름들
- 개오리오름
- 거문오름
- 고근산
- 금오름
- 남송이오름
- 넙게오름
- 다랑쉬오름
- 단산
- 당오름
- 도너리오름
- 따라비오름
- 돈대산
- 모슬봉
- 문도지오름
- 물영아리오름
- 물장오리오름
- 사라오름
- 산굼부리
- 산방산
- 삼매봉
- 새별오름
- 서우봉
- 세미소오름
- 송악산
- 수월봉
- 아부오름
- 영주산
- 용눈이오름
- 일출봉
- 정물오름
- 한라산

## 참고 자료
- 「한 권으로 압축한 대한민국 3대 트레일」, 14-1코스 저지~무릉, 진우석, 숲길 저, 꿈의지도(2012년, 176~181p)